# Nini

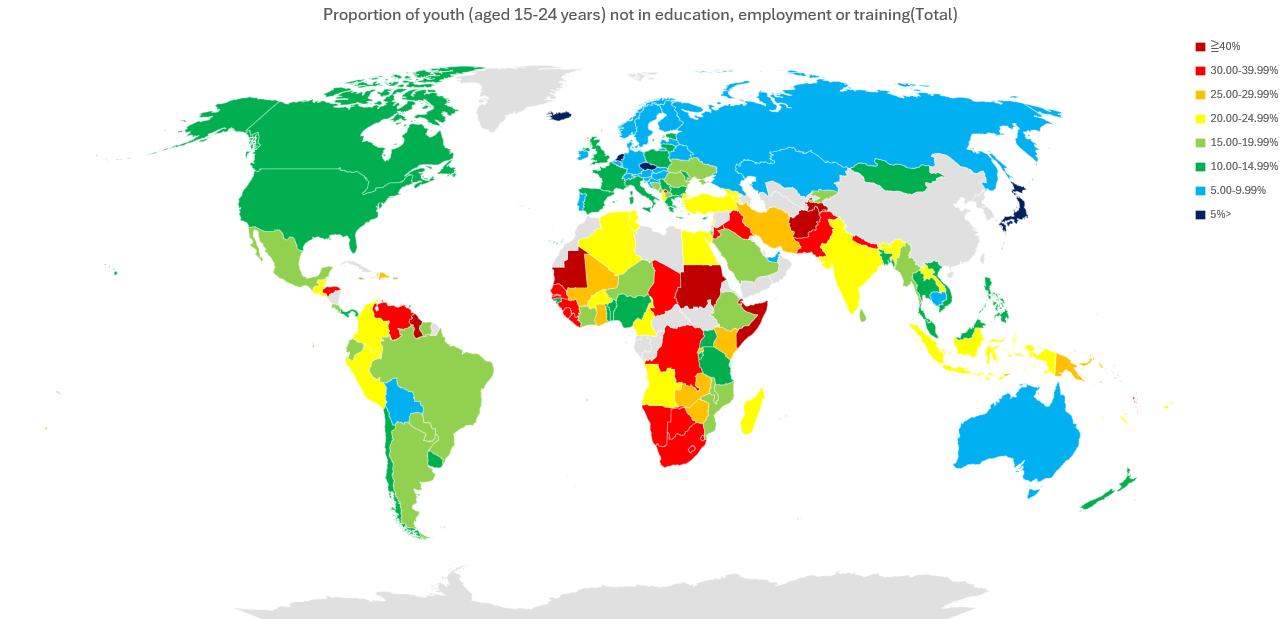
Mapa del mundo mostrando el porcentaje total de personas jóvenes (de entre las edades de 15 a 24 años) que son considerados «ninis» (que no se encuentran en educación, entrenamiento laboral, o trabajo), información recopilada por la Organización Internacional del Trabajo.

El término nini («ni estudia, ni trabaja») se emplea para referirse a jóvenes desempleados que no están recibiendo educación ni formación profesional. El término viene del inglés NEET (not in education, employment or training), introducido formalmente por primera vez en el Reino Unido en 1999 con la publicación del informe Bridging the gap: new opportunities for 16-18 year olds not in education, employment or training («Cerrando la brecha: Nuevas oportunidades para jóvenes entre 16-18 años que no estudian ni trabajan ni reciben formación»). El uso del término se ha extendido en otros países, entre los que se incluyen Japón, China, y Corea del Sur, mientras en los países de habla hispana se utiliza la denominación «nini».
El agrupamiento de edad para considerar quién es joven varía considerablemente. Desde el citado estudio en el Reino Unido, que consideraba a personas entre 16 y 19 años, hasta las recientes estadísticas de la Unión Europea, que para estudiar a los ninis abarcan la población entre 20 y 34 años. En Japón, la clasificación abarca a las personas de entre 15 y 34 años que están desempleadas, solteras, no matriculadas en la escuela ni tampoco encargándose de tareas domésticas, y que no están buscando trabajo o recibiendo la formación necesaria para el mismo.
Desde la investigación social, se desaconseja emplear esta categoría, debido a que agrupa a colectivos muy heterogéneos: personas con bajo nivel de cualificación, con discapacidad o enfermas, dedicadas a trabajo doméstico no remunerado, sin interés por estudiar o trabajar, con dificultades para encontrar empleo, entre otras. Por tanto, obedecen a procesos causales diferentes, por lo que se necesitarían de políticas públicas distintas en el caso de querer abordar los problemas de cada uno de estos colectivos.

## Causas
- Paternidad y maternidad a temprana edad, principalmente entre 15 y 21 años.
- Exclusión social.
- Discapacidad.
- Insuficiente comprensión lectora no resuelta por sus años de formación.[5]
- Baja cualificación.
- Falta de interés por estudiar o trabajar[5] (en el sentido que se emplea el término, suele reducirse toda la complejidad del fenómeno a esta única causa).
- Factores estructurales, como crisis económicas que destruyen empleo.
- Trabajo doméstico no remunerado, especialmente en las mujeres de sectores populares.
- Problemas psicológicos, como la fobia social, depresión, trastorno obsesivo compulsivo, síndrome de Asperger no detectado, y, en general, cualquier otra condición que afecte a las relaciones sociales o al rendimiento laboral o académico.

## Impacto en las sociedades
Hay quienes consideran que el aumento de esta población trae consigo graves consecuencias para un país, ya que los ninis se convierten en una población muy vulnerable para ser captada por la delincuencia organizada, pues se les ofrece cierto tipos de oportunidades que no podrían obtener a corto plazo por carecer de una buena capacitación.
Los ninis viven en condición social de verdadera marginación, discriminación y exclusión social; son jóvenes que están obligados a mantener una situación forzada de ocio frustrante, obligatorio, impuesto, incómodo, improductivo, angustiante y doloroso. Son desocupados que buscan acomodo, que tratan de encontrar un lugar en la sociedad, que luchan para conseguirlo, pero que sencillamente no lo logran. Asimismo, están en busca de trabajo y/o instituciones de estudio, hacen filas, llenan formularios, acuden a entrevistas y exámenes, pero solo reciben negativas. Por ello y con el correr de las semanas y de los meses, toman una posición indiferente y resignada ante la realidad, y optan por no estudiar, ya que afirman que no conseguirán trabajo relacionado con sus estudios, o simplemente por falta de ganas y empeño en el estudio.
En América Latina, según el Informe Mundial sobre la Juventud de 2007, en 2004 entre el 18 y el 20 % de los adolescentes de entre 15 y 20 años no estudiaban ni trabajaban. En México no existe una cifra exacta sobre el número de ninis, por el contrario, existe una discusión entre diversos organismos del gobierno. Según el rector de la UNAM la cifra asciende a más de 7.5 millones de jóvenes (22 % de la población de entre 12 y 29 años, de los cuales más de 6 millones son mujeres), lo que contrasta con la cifra de menos de 300 mil jóvenes publicada por funcionarios de la SEP. Sin embargo, ambas instituciones (UNAM y SEP) están de acuerdo en que aunque sus cifras son diferentes, indican que hay una grave falta de oportunidades y aspiraciones en los jóvenes.
La crisis de la generación de los ninis se ha acentuado en los últimos años debido a que aunque las generaciones crecen en un ambiente de tecnología y democracia, tienen una gran dificultad para desarrollar un proyecto de vida y de emanciparse. Esta generación se enfrenta con condiciones laborales deterioradas: infraempleo y la no valoración de la formación educativa. Una de las razones por la que los ninis sufren de angustia es por la posibilidad de tener una calidad de vida inferior a la de sus padres.
Otra de las causas de la angustia en este grupo de personas se debe a que no le encuentran sentido a estudiar, si después de haberlo hecho les costará mucho trabajo conseguir un empleo relacionado con lo que estudiaron, por lo que deciden no hacer ninguna de las dos cosas y ocuparse su tiempo en ociosidades, lo que causa en ellos una sensación de sin sentido.
Una comparación interesante es la que hacen los sociólogos, al contrastar esta generación con las pasadas en las que si los jóvenes no estudiaban, se ponían a trabajar; sin embargo, en las generaciones de la actualidad si los jóvenes no estudian, en muchos casos tampoco trabajan. Un dato interesante es que la mayoría de miembros de esta generación forman parte de familias de clases medias y bajas.
En las revoluciones árabes de 2010 y 2011 se considera que la participación de las generaciones de jóvenes ni-ni ha sido decisiva.

## Distribución en el mundo

### Europa
Los datos para países de la Unión Europea se codifican como indicador lfse_20.

#### Reino Unido
El concepto de NEET está definido por el Departamento de Educación del gobierno central en el documento Transforming Youth Work, publicado en el año 2000. La definición está tratada expresamente en otros documentos del gobierno local, con expresiones como «respondents who were out of work or looking for a job, looking after children or family members, on unpaid holiday or traveling, sick or disabled, doing voluntary work or engaged in another unspecified activity.»
En 2007 un estudio afirmó que el 9,4 % de los jóvenes de entre 16 y 18 años podían ser clasificados como ninis.
El primer estudio a gran escala del fenómeno, titulado The Cost of Exclusion, estimó que el desempleo juvenil, que afecta a 1,2 millones de personas en el Reino Unido, tiene un coste directo para la economía británica de 1040 millones de libras al año, además de suponer una pérdida de productividad con un coste estimado de otros 3640 millones de libras al año.

#### España
Según datos de Eurostat, la proporción de jóvenes españoles de entre 15 y 29 años que ni estudian ni trabajan (ninis) siguió una tendencia a la baja a lo largo de la primera década del siglo XXI, llegando a un mínimo del 12,8% en 2007, cifra ligeramente menor a la media de la Unión Europea (13,2%).
La crisis económica de 2008 supuso un notable aumento del desempleo juvenil en España hasta niveles superiores al 50% entre los jóvenes de entre 16 y 24 años entre los años 2012 y 2014, una de las cifras más altas de la Unión Europea. La proporción de ninis creció paralelamente hasta situarse en 2013 un valor máximo del 22,5% entre los jóvenes de entre 15 y 29 años, seis puntos mayor que la media de la Unión Europea (16,1%).
Durante este período, los ninis fueron objeto de atención por parte de los medios de comunicación. En 2010, la cadena de televisión La Sexta emitió un programa de telerrealidad titulado Generación Ni-Ni.
Tras la crisis, tanto el desempleo juvenil como el porcentaje de ninis volvieron a descender en España, aunque en 2020, coincidiendo con la pandemia de COVID-19, se produjo una subida puntual hasta el 17,3% de ninis. Con todo, continuó la tendencia a la baja a partir de 2021.

### América

#### América del Sur
En América del Sur la cantidad es menor; por ejemplo en Argentina, según el Ministerio de Trabajo, 20 % de los jóvenes de entre 14 y 24 años (más de un millón de personas) no estudian ni trabajan y 2 de cada 10 del total de 6 millones de argentinos de entre 15 y 24 años no tienen una ocupación académica ni laboral.[cita requerida]
En Uruguay, de acuerdo al programa de las Naciones Unidas para el desarrollo, un 18 % de jóvenes no estudia ni trabaja. En Brasil es un 19 % y un 21 % en Paraguay.[cita requerida]

##### Colombia
En Colombia el término «nini» es poco conocido y los estudios al respecto son escasos. El tema de los jóvenes ninis en Colombia ha sido abordado con el objetivo de conocer cuántos son y en qué condiciones socioeconómicas se encuentran. Existen varios debates respecto al término, primero se encuentra la cuestión sobre la definición de juventud, que incluye, además del rango de edad establecido políticamente, la discusión sobre las transiciones a una edad adulta. La segunda cuestión que se discute es sobre lo peyorativo y prejuicioso que puede ser el término «nini» por su relación con la completa inactividad. Esta discusión va dirigida a si es un problema de autogestión por parte de los jóvenes quienes no buscan las oportunidades, no quieren insertarse al sistema educativo o al mercado laboral, o, si se trata de una cuestión del propio sistema quien no ofrece la cobertura necesaria para la alta demanda de empleo y educación que actualmente vive la región de América Latina con el Bono demográfico. Algunas de las investigaciones realizadas en los últimos años estiman que la población de jóvenes ninis en Colombia es superior al 20%. Según Díaz, Silva, & Sarmiento (2015) en Colombia existen 24,6% de jóvenes entre 15 y 24 años, en números absolutos, 2.020.524 jóvenes colombianos que durante 2012-2013 no tuvieron una actividad definida. Un informe publicado por el Banco Mundial confirma que Colombia es el segundo país de Latinoamérica con mayor población de ninis: personas entre los 15 y los 24 años que ni estudian ni trabajan. Según la Universidad del Rosario, (2017) se suman en Colombia alrededor de medio millón de individuos, de los cuales el 57.2% son mujeres seguido de 42.8% hombres, esto quiere decir, 212.000 son hombres y 370.000 mujeres, según cifras oficiales emitidas por el (DANE, 2017). Por lo tanto, 16% de los jóvenes entre 15 y 24 años de edad de la población de las 13 ciudades principales del país no están recibiendo algún tipo de formación educativa, ni laborando o buscando un trabajo.

##### Perú
La situación de los jóvenes «ninis» es un tema relevante en el panorama social y económico actual. Según el Instituto Nacional de Estadística e Informática (INEI), el 18,3% de jóvenes entre 15 y 29 años no están estudiando ni trabajando. De acuerdo al estudio, solo el 10,5% de ellos combinan estudio y trabajo. De acuerdo con la Encuesta Nacional de Hogares (Enaho 2022), se reveló que casi la mitad de los jóvenes solo se dedican al trabajo, mientras que un 22,7% se enfoca únicamente en sus estudios.
Por otro lado, el análisis del Instituto de Economía y Desarrollo Empresarial (Iedep) de la Cámara de Comercio de Lima(CCL), estima que alrededor de 1,5 millones de jóvenes fueron «ninis» en 2022. Aunque esta cifra representaba una disminución del 5% con respecto al año anterior, todavía estaba por encima del promedio histórico de 1,3 millones. Es importante destacar que gran parte de este grupo está conformado por mujeres (61,2%), muchas de las cuales se ven afectadas por responsabilidades familiares que limitan sus oportunidades de estudio o empleo.
En este sentido, la crisis de salud afectó a varios grupos y áreas de la economía. Uno de los grupos más impactados, pero menos mencionados, fueron los jóvenes conocidos como «ninis». Según las estimaciones, hacia finales del año 2020, aproximadamente 600 mil jóvenes dejaron sus estudios universitarios por esta situación. A pesar de que muchos de ellos buscaron empleo, más de una cuarta parte no logró encontrarlo.

#### Centroamérica y el Caribe
Cifras dadas a conocer por la OCDE y la organización internacional del trabajo dan cuenta de que el 21 % de la población juvenil de Centroamérica de entre 16 y 29 años, no estudia ni trabaja y el fondo de población de la ONU da cuenta de que el 20 % de los jóvenes en el Caribe no estudia ni trabaja.

#### México
En México, según el informe «Panorama de la Educación 2014» de la Organización para la Cooperación y el Desarrollo Económicos (OCDE) de 2014, el 22% de los jóvenes de entre 15 y 29 años no estudian ni trabajan, y quienes se encuentran en esta situación permanecen en ella un promedio de 3,3 años.

### Asia

#### Japón
La abundancia demográfica de ninis en la sociedad ha quedado reflejada en las estadísticas sobre el empleo. El crecimiento de ninis entre la población (cuyo tamaño estimado ha variado de 480 000 en septiembre de 2002 a 520 000 en septiembre de 2003, según el Ministerio de Sanidad, Trabajo y Bienestar japonés) se ha convertido en un motivo de preocupación para los políticos japoneses, debido al impacto potencial que podría tener en la economía. Otros estudios realizados por el gobierno japonés en 2002 estimaron que unas 850 000 personas podían ser clasificadas como nini en la población japonesa, el 60 % son jóvenes de entre veinticinco a treinta y cuatro años.
Lo que diferencia a Japón y a Reino Unido en cuanto al uso del término NEET, es que en Japón suele utilizarse como un término despectivo. Esto es diferente de la definición estadística que incluye a caseros y lisiados quienes no puede participar en el mercado o el entrenamiento de trabajo debido a sus circunstancias. En la práctica, no ven a los caseros o a las personas lisiadas en esta categoría aunque los cuentan estadísticamente dentro del grupo. Por lo tanto, NEET en japonés significa desgana o la denegación de participar en el mercado o la educación del trabajo.
Al contrario de la mayoría de los países de Europa occidental, en Japón el seguro de desempleo termina automáticamente después de tres a seis meses. Por lo tanto los ninis en Japón son financiados enteramente por sus padres. El problema se atribuye al retiro social del individuo así como a la buena voluntad de los padres de clase media de apoyar esto. Esta forma de retiro social se vincula al fenómeno hikikomori. Este fenómeno se considera como un síntoma de la cultura de trabajo japonesa a la cual se ve como indebidamente opresiva por sus demandas rutinarias en horas extras y sacrificio personal, en casos extremos dando por resultado la muerte debido al trabajo excesivo (karōshi). Los NEET, hikikomoris o freeters pertenecen a una proporción de la generación más joven la cual está poco dispuesta o es incapaz de tolerar los valores impuestos a ellos por las generaciones mayores.
En Japón, los ninis son aquellos que han rechazado el modelo social aceptado de la edad adulta en intentar el empleo a tiempo completo después de la graduación o el entrenamiento adicional con programas gubernamentales como «hola trabajo» para obtener habilidades de trabajo comerciales. Algunos expertos indican que esta situación es debida al estancamiento económico extendido durante los años 90, que llevaron al elevado paro entre gente joven, 2,13 millones por algunas estimaciones, reflejado en un cambio en el estado de los freeters, que fueron empleados nominales, en ninis.
NEET es un concepto distinto de freeter, la clasificación para los que se mueven continuamente entre trabajos con salarios bajos. Ambos son vistos como reacción de la juventud japonesa contra la trayectoria de carrera más tradicional de salaryman. El desarrollo de freeters y de NEET en Japón demuestra que el sistema de empleo de curso de la vida se ha desintegrado frente a las presiones económicas y la globalización, donde se espera que a los individuos innoven y comuniquen a través de culturas, y donde un papel definido del empleado puede no existir. La disponibilidad de siempre del empleo en una sola compañía ha llegado a ser cada vez más insostenible para las corporaciones y los individuos.
El profesor Michiko Miyamoto describe la situación como una «avería del marco social forjado en una sociedad industrial, a través de la cual los jóvenes pasan a la adultez».

### África
En las revoluciones árabes de 2010 y 2011 se considera que la participación de las generaciones de jóvenes ninis ha sido decisiva.